# Yukie Koizumi
Yukie Koizumi (Japans: 小泉由紀恵, Koizumi Yukie) (24 januari 1958) is een voormalig tennisspeelster uit Japan.
In 1987 speelde zij haar eerste grandslampartijen door zich via het kwalificatietoernooi te plaatsen op het Australian Open.